# با الشريف علوان
با الشريف علوان هو لاعب كرة القدم يلعب في الجمعية الرياضية السلاوية لعب سابقا في الوداد الرياضي عمره 31 عاما يشغل مركز الدفاع 
1. ↑  با الشريف علوان (4 سبتمبر 1994). "با الشريف علوان". با الشريف علوان ع. 1: 1. {{استشهاد بدورية محكمة}}: الوسيط |تاريخ-الوصول بحاجة لـ |مسار= (مساعدة)
2. ↑  "صحيفة الرياضية | الصفحة الرئيسية". arriyadiyah.com. مؤرشف من الأصل في 2025-07-14. اطلع عليه بتاريخ 2025-07-14.

با الشريف علوان ولد في التالث من ابريل 1994 في سلا تم نشا في اكاديمية الوداد الرياضي تم تخرج منها ولعب في الفئات السنية الوداد تم الفريق الاول اللذي لم يلعب فيه كتيرا وبقي بلا فريق حتى اعلن نادي الجمعية السلاوية التعاقد معه في 2024

1. ↑  "فى الجول | الموقع الرياضى الرائد في مصر و الوطن العربى". FilGoal.com. مؤرشف من الأصل في 2025-07-11. اطلع عليه بتاريخ 2025-07-14.

سجله والده المرحوم محمد علوان في أكاديمية الوداد المغربي ولعب اول مباراة له ضد أكاديمية الرجاء وخسر بنتيجة 1-0 وقدم ادائا جيدا ولعب مباريات عدة منها امام امجاد ليساسفة في عصبة الدار البيضاء الكبرى وقام بعدة تدخلات مما اقنع الكشافة بتصعيدة الفريق الاول وشارك في البطولة مع الوداد موسم 22-2021 ولعب فقط 36 دقيقة في موسمين وكان اغلبها في الاحتياط
تم رسميا انتقل الى جمعية سلا في 2024 ولعب في الدوري الوطني هواة وهبط الى القسم الاول هواة 2025